# عبد الله كامونة
عبد الله كامونه هو لاعب كرة قدم في منتخب عمان لكرة القدم.

## كأس الخليج 2004
و قد سجل هدف في مرمى منتخب قطر لكرة القدم.